# Carl Michael Belcredi
Carl Michael Belcredi (* 3. června 1939 Brno) je rakouský novinář a televizní moderátor, pocházející ze šlechtického rodu Belcrediů.

## Životopis
Jeho otec byl Jindřich Belcredi a matka Alžběta Gabriela hraběnka Kálnoky z Köröspataku (16. srpna 1895 Olomouc – 6. listopadu 1975 Vídeň). V roce 1966 se oženil s Claudií Falkhansenovou. Po komunistickém převratu v roce 1948 jeho rodina emigrovala do Rakouska. Maturoval na jezuitském gymnáziu Stella Matutina ve Vorarlbersku. Od 18 let žije ve Vídni. V roce 1960 nastoupil do deníku Expres a krátce do rakouské redakce německého časopisu Stern. Vedle své redaktorské činnosti nalétal 10 000 letových hodin jako profesionální letec.
V roce 1967 odešel k ORF a zde působil jako spolupracovník Chronik a následně jako první válečný zpravodaj. Od roku 1973 moderoval pořad Wir. Od roku 1980-1981 připravoval společně s Leopoldem Kletterem založení redakce počasí u televizní stanice ORF. Tuto redakci pak vedl a spolu s Leopoldem Kletterem a Johannesem Czerninem moderovali předpověď počasí. Jeho poslední vystoupení v této relaci bylo 30. června 1999, kdy odešel do důchodu.

## Dílo
- Jaro Wolkenkratzer Regen ist ein Kind der Sonne. Vídeň: Ibera-Verl, 2010. ISBN 978-3-85052-282-3. (německy).